# Wilson das Neves

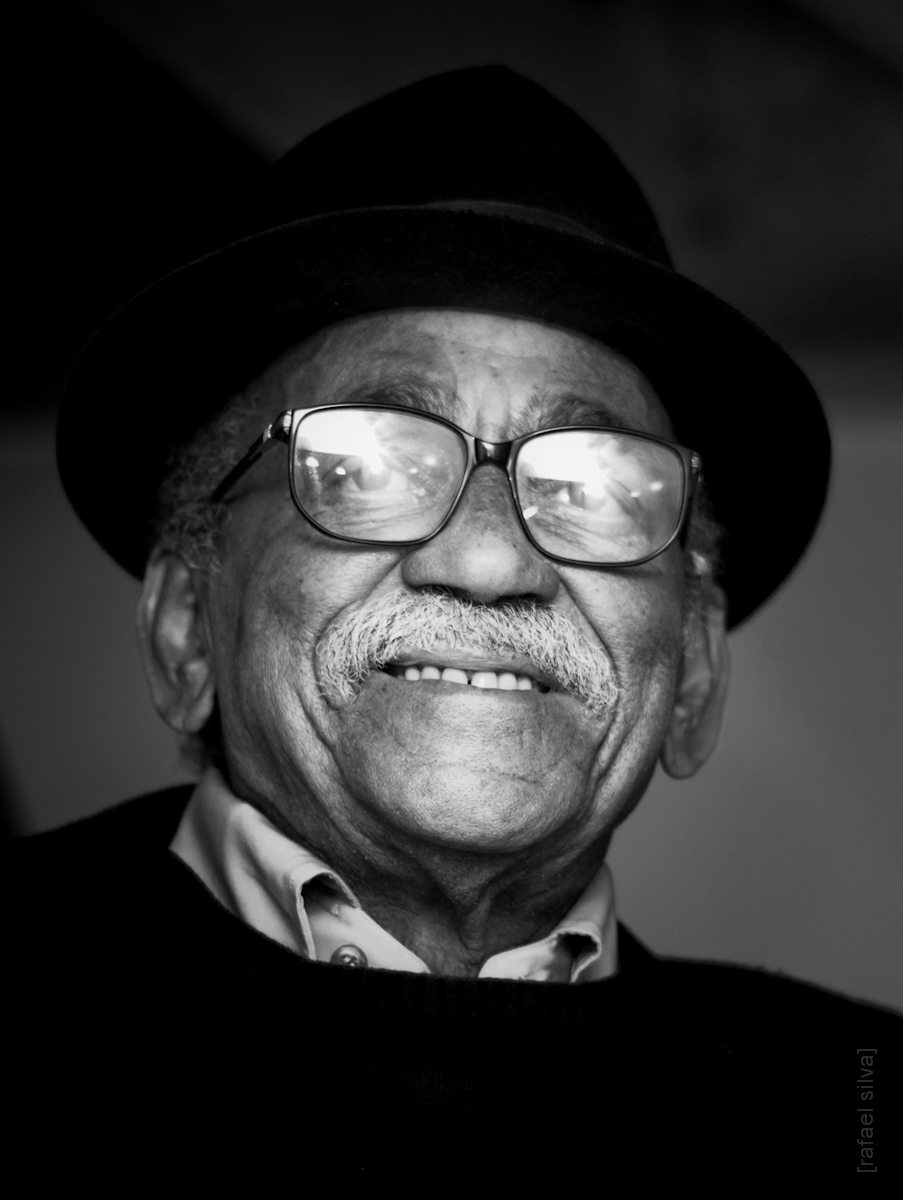
Wilson das Neves (2005)

Wilson das Neves (* 14. Juni 1936 in Rio de Janeiro; † 26. August 2017 in Ilha do Governador, Rio de Janeiro) war ein brasilianischer Musiker (Sänger, Perkussionist, Songwriter) der Música Popular Brasileira. Er hat nicht nur Alben unter eigenem Namen und mit Os Ipanemas vorgelegt, sondern auch Stars der MPB wie Chico Buarque begleitet.

## Leben und Wirken
Das Neves erhielt Musikunterricht bei Joaquim Naegle und Darci Barbosa. Seine Karriere als Musiker startete er mit 14 Jahren. Mit 21 Jahren ging er mit dem Orquestra de Permínio Gonçalves auf Tournee, um 1959 zur Gruppe von Ubirajara Silva. 1962 arbeitete er als Studiomusiker für den Rundfunk, um dann bis 1964 im Orquestra Sinfônica do Theatro Municipal do Rio de Janeiro zu bleiben.
1964 nahm das Neves mit Os Ipanemas auf; das Album erzielte mit seinem Mix von Bossa Nova, Samba, afrikanischen Rhythmen und Jazz Kultstatus. Dann arbeitete er für verschiedene Fernsehsender und trug zu Alben des Conjunto Ed Lincoln bei. 1968 erhielt das Neves die Gelegenheit, ein Album mit Elza Soares aufzunehmen, auf dem er besonders herausgestellt wurde. Sein Debütalbum Juventude 2000 folgte. Daneben arbeitete er mit Roberto Carlos, Chico Buarque, Eumir Deodato, Elizeth Cardoso, Clara Nunes, Elis Regina, Alcione und Beth Carvalho.
Weitere Alben unter eigenem Namen wie Som Quente É o Das Neves (1969), Samba-Tropi - Até aí Morreu Neves (1970) oder O Som Sagrado de Wilson das Neves (1997) folgten. 2001 wurde die Gruppe Os Ipanemas wieder belebt und legte mehrere Alben vor. Weiterhin arbeitete er mit Sarah Vaughan, Toots Thielemans, Sy Oliver und Michel Legrand. Auch schuf er die Musik zum Dokumentarfilm Brasil Bam Bam Bam: The Story of Sonzeira.

## Preise und Auszeichnungen
Mit dem 2010 erschienenen Album Pra Gente Fazer um Samba wurde er beim Prêmio da Música Brasileira 2011 als bester Sänger nominiert und gewann den Preis für das beste Samba-Album. 2014 folgten beim Prêmio da Música Brasileira drei Auszeichnungen als bester Sänger (mit Chico Buarque, Paulo Cesar Pinheiro und Cláudio Jorge).

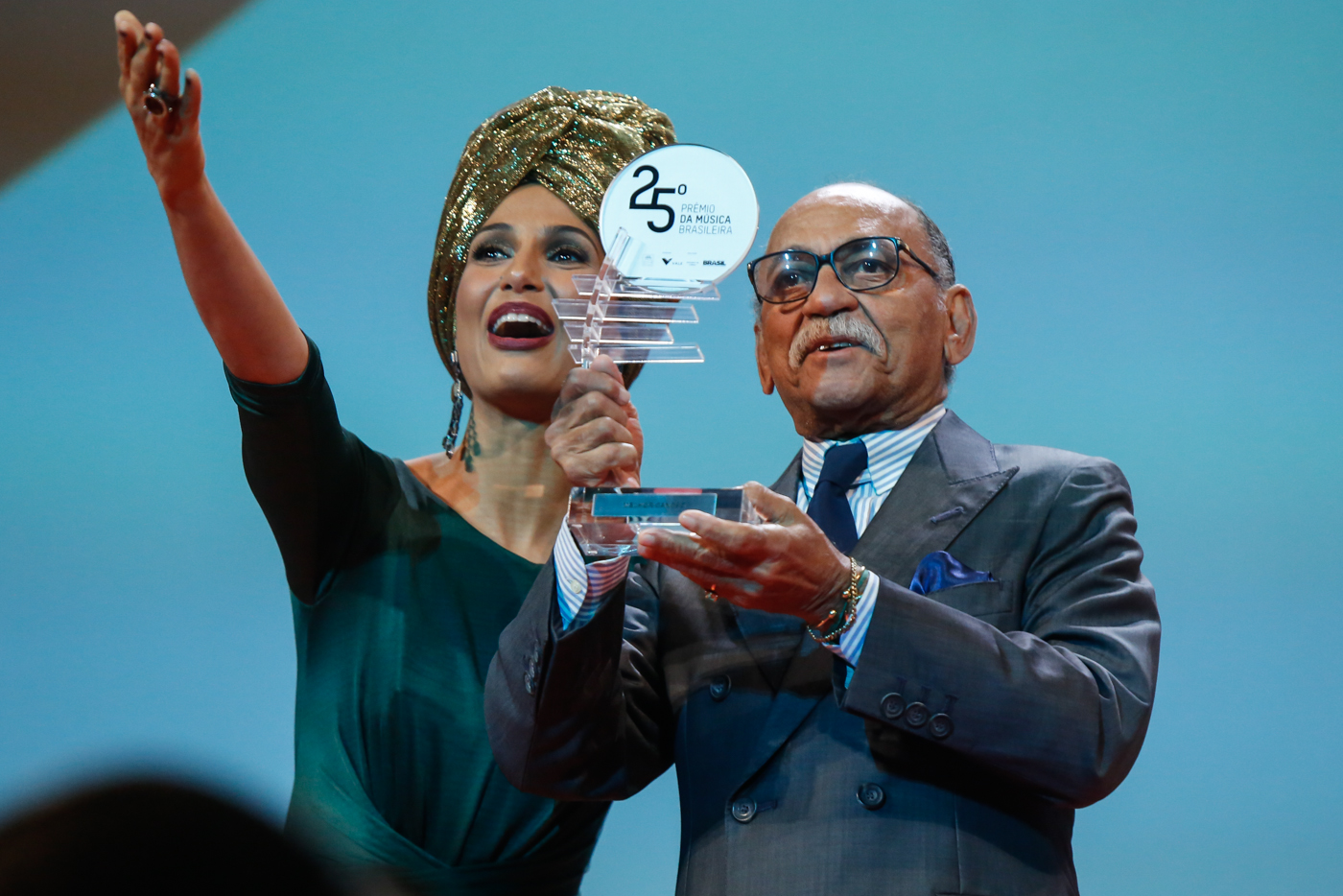
Wilson das Neves mit dem Prêmio da Música Brasileira (2014)

## Diskographie (Auswahl)
- Se me chamar, ô sorte (MP,B Discos/ Universal Music 2013)
- Pra gente fazer mais um samba (MP,B/ Universal 2010)
- Brasão de Orfeu (Selo Acari Records/Biscoito Fino 2004)
- Quintal do Pagodinho (Universal Music 2001)
- Brasileira (Independente 2001)
- O som sagrado de Wilson das Neves (CID 1996)
- O som quente é o das Neves (Underground/Copacabana 1976)
- Samba Tropi-Até aí morreu Neves (Elenco/Philips 1970)
- O som quente é o das Neves (Polydor 1969)
- Elza Soares – Baterista: Wilson das Neves (Odeon 1968)
- Juventude 2000 (1968)
- Os Ipanemas (1964)